# Stegonotus guentheri
Stegonotus guentheri är en ormart som beskrevs av Boulenger 1895. Stegonotus guentheri ingår i släktet Stegonotus och familjen snokar. Inga underarter finns listade i Catalogue of Life.
Arten förekommer på D'Entrecasteaux-öarna och Trobriandöarna som tillhör Papua Nya Guinea. Den lever i låglandet och i kulliga områden upp till 800 meter över havet. Individerna hittas ofta gömda i lövskiktet i regnskogar och andra skogar. Honor lägger ägg.
Populationens storlek och möjliga hot mot beståndet är inte kända. IUCN listar arten med kunskapsbrist (DD).